# Sébastien Siani
Sébastien Clovis Siani (Dakar, 1986. december 21. –) kameruni válogatott labdarúgó.

## Pályafutása
2015. október 11-én debütált a kameruni labdarúgó-válogatottban a nigériai labdarúgó-válogatott ellen. Tagja volt a győztes válogatottnak, amely a 2017-es afrikai nemzetek kupáján vett részt. A 2017-es konföderációs kupán is tagja volt az utazó keretnek.

## Statisztika

### Válogatott
2018. május 27-i állapotnak megfelelően.
| Válogatott | Szezon   | Mérkőzés | Gól |
| ---------- | -------- | -------- | --- |
| Kamerun    | 2015     | 3        | 0   |
| Kamerun    | 2016     | 6        | 1   |
| Kamerun    | 2017     | 14       | 1   |
| Kamerun    | 2018     | 2        | 0   |
| Összesen   | Összesen | 25       | 2   |

### Válogatott góljai
2017. november 23-i állapotnak megfelelően.
| #  | Időpont           | Helyszín                             | Ellenfél                | Gólok | Eredmény | Kiírás                                    |
| -- | ----------------- | ------------------------------------ | ----------------------- | ----- | -------- | ----------------------------------------- |
| 1. | 2016. március 26. | Limbe Stadium, Limbe, Kamerun        | Dél-afrikai Köztársaság | 1–1   | 2–2      | 2017-es afrikai nemzetek kupája selejtező |
| 2. | 2017. január 18.  | Stade de l'Amitié, Libreville, Gabon | Bissau-Guinea           | 1–1   | 2–1      | 2017-es afrikai nemzetek kupája           |

## Sikerei, díjai

### Klub
- RSC Anderlecht
  - Belga bajnok: 2005–06
  - Belga szuperkupa: 2006–07
- Sint-Truidense
  - Belga másodosztály bajnok: 2008–09
- KV Oostende
  - Belga másodosztály bajnok: 2012–13

### Válogatott
- Kamerun
  - Afrikai nemzetek kupája: 2017